# فرد هوبكينز
فرد هوبكينز (بالإنجليزية: Fred Hopkins)‏ هو موسيقي أمريكي، ولد في 10 أكتوبر 1947 في شيكاغو في الولايات المتحدة، وتوفي بنفس المكان في 7 يناير 1999.

## وصلات خارجية
- فرد هوبكينز على موقع ميوزك برينز (الإنجليزية)
- فرد هوبكينز على موقع ديسكوغز (الإنجليزية)